# Hans Peter Althaus
Hans Peter Althaus (* 6. März 1939 in Siegen) ist ein deutscher Sprachwissenschaftler und emeritierter Hochschullehrer.

## Leben
Nach seinem Abitur 1957 in Kassel studierte Hans Peter Althaus von 1959 bis 1966 Germanistik, Nordistik und Politikwissenschaft an der Philipps-Universität in Marburg. 1966 promovierte er mit einer Arbeit über Sprach- und Editionsprobleme der jüdischen Volksliteratur des Spätmittelalters zum Dr. phil. Bis 1971 war er Assistent Ludwig Erich Schmitts am Forschungszentrum Deutscher Sprachatlas in Marburg. Anschließend war er bis zu seiner Emeritierung ordentlicher Professor für germanistische Linguistik an der Universität Trier. Dort lehrte er auch in den Bereichen Deutsch als Fremdsprache und Jiddistik.
In den Jahren 1987 und 1990 hatte Althaus Gastprofessuren an der Wuhan-Universität und 1993 an der Musikhochschule Wuhan in Wuhan (China) inne. Seit 1990 hält er eine Honorarprofessur an der Fremdsprachenfakultät der Wuhan-Universität.

## Forschungsschwerpunkte
Hans Peter Althaus ist Experte auf dem Gebiet des jiddischen Wortschatzes im Deutschen. Auch der Einfluss des Chinesischen auf das Deutsche gehört zu seinen Forschungsbereichen. Weitere Forschungsschwerpunkte von Althaus sind die Geschichte des deutschen Kunstliedes sowie allgemein Kunst- und Kulturgeschichte.
Auch auf den Gebieten der Soziolinguistik und Dialektologie hat er zahlreiche Forschungsbeiträge geliefert.
Als Mitherausgeber des bei Niemeyer erschienenen Lexikons der Germanistischen Linguistik bearbeitete er die Bereiche Graphetik, Graphemik, Orthographie/Orthoepie.

## Schriften/Literatur (Auswahl)
- Le musée ouvert – une experience pilote. Interview Irmeline Hossmann mit Hans Peter Althaus. In: Chroniques de l’art vivant, Nummer: 24, 1971, S. 9–11.

- Die Cambridger Löwenfabel von 1382. Untersuchung und Edition eines defektiven Textes. de Gruyter, Berlin 1971 (zugleich Dissertation Marburg 1966). ISBN 3-11-003671-1.
- Zocker, Zoff & Zores. Jiddische Wörter im Deutschen. Beck, München 2002; 4. Auflage 2014. ISBN 978-3-406-66912-5.
- Kleines Lexikon deutscher Wörter jiddischer Herkunft. Beck, München 2003; 4. Auflage 2014. ISBN 3-406-66912-3.
- Chuzpe, Schmus & Tacheles. Jiddische Wortgeschichten. Beck, München 2004; 3., durchgesehene Auflage, 2014. ISBN 978-3-406-68105-9.
- Kleines Wörterbuch der Weinsprache. Beck, München 2008. ISBN 978-3-406-57383-5.